# Via Laietana
La Via Laietana est une avenue de Barcelone qui relie l'Eixample au port en traversant la Vieille ville de Barcelone. Elle reprend le nom des premiers habitants ibériques de la zone, les Laietans.

## Histoire
L'avenue a été initialement dessinée par Ildefons Cerdà en 1859 pour relier directement les nouveaux quartiers de l'Eixample prévus par son plan avec le port qui était alors un élément majeur d'accès à la ville. Cependant, le plan Cerdà se focalisa sur la croissance de la ville hors des murailles, et il fallut attendre 1899 et l'approbation d'un nouveau plan d'urbanisme (le plan de réforme intérieure d'Angel Baixeras) pour réaliser cette avenue.
L'entrée en politique de la ligue régionaliste de Francesc Cambo, la demande de moyens de transport de la part de la bourgeoisie de l'Eixample et la volonté de contrôler les éventuelles émeutes dans un quartier uniquement formé de ruelles furent les déclencheurs du nouveau projet. En 1907, avec le financement de la Banque hispano-coloniale (future banque centrale), les premiers bâtiments de la nouvelle artère sont construits.
Les travaux furent inaugurés par le roi Alphonse XIII et le président Antonio Maura le 10 mars 1908.
La construction fut divisée en plusieurs phases :
- 1908-1909 Entre le port et la place de l'ange, sous la direction de Lluís Domènech i Montaner.
- 1909-1911 Entre la place de l'ange et la rue Sant Pere Més Baix, sous la direction de Josep Puig i Cadafalch
- 1911-1913 Entre la rue Sant Pere Més Baix et la place Urquinaona, sous la direction de Ferran Romeu. Cependant la portion qui va de la place Urquinaona à la rue Jonqueres préexistait sous le nom de rue de Bilbao.

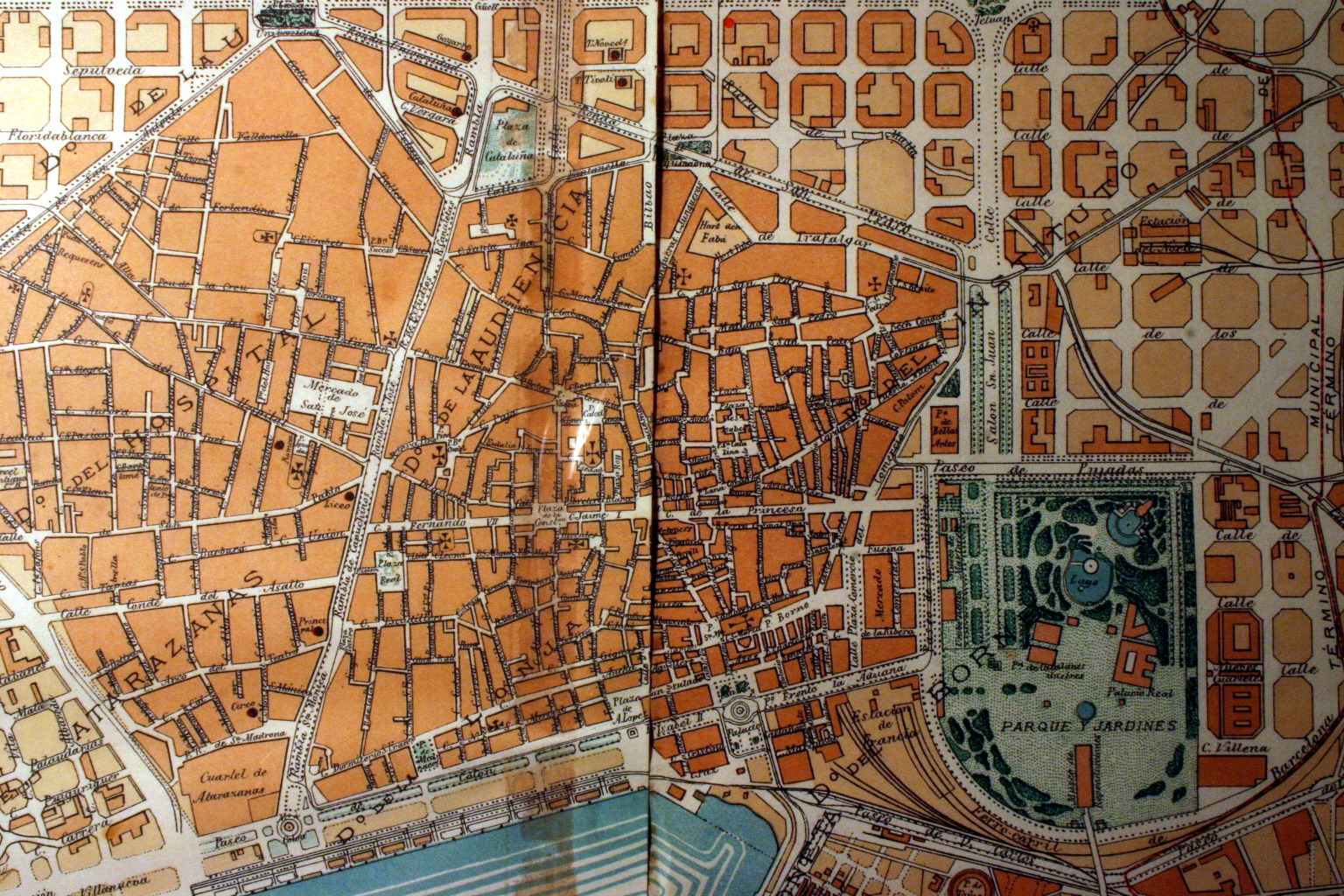
Plan de la
vieille ville de Barcelone avant l'ouverture de la Via Laietana

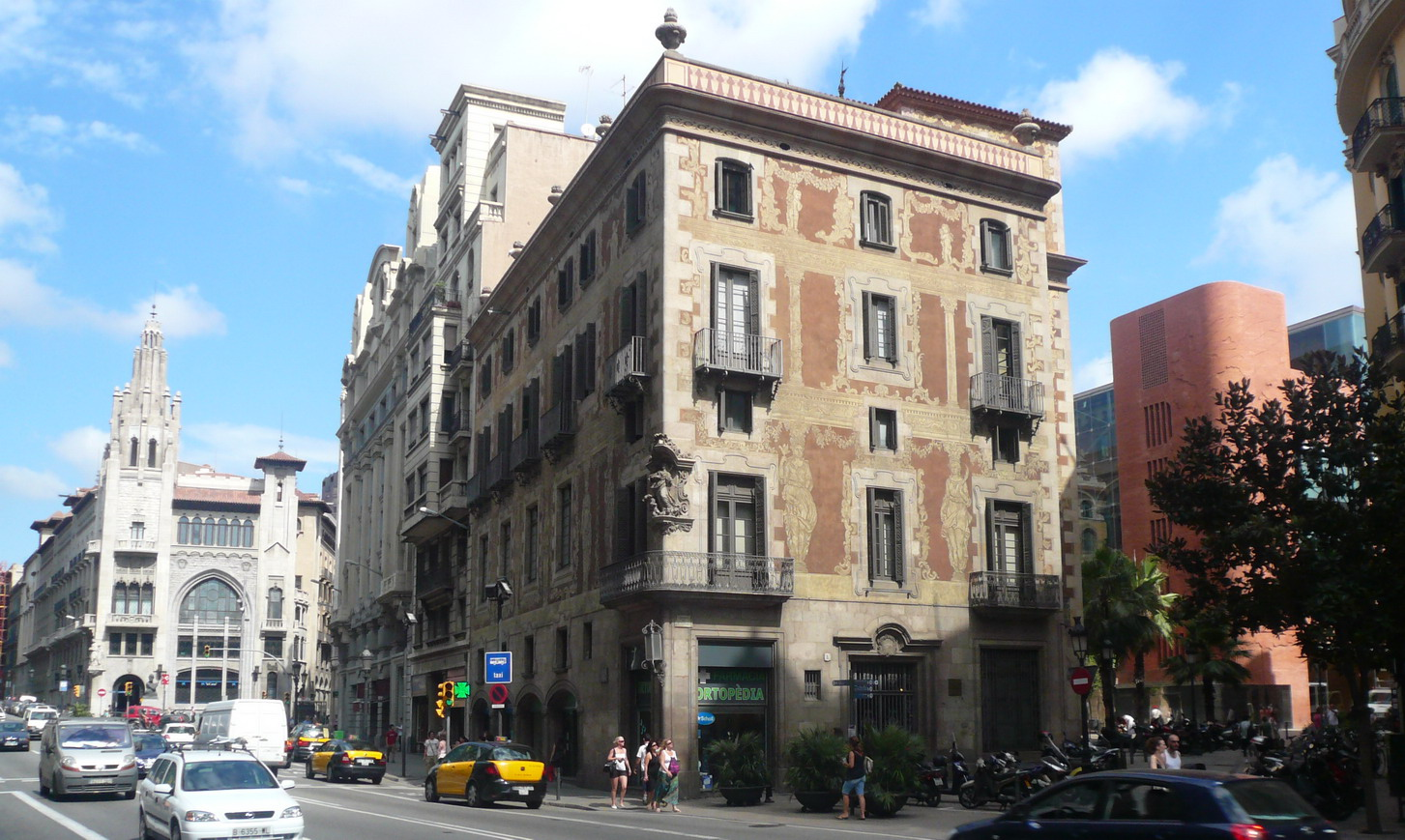
La Casa dels Velers (au centre), la Caixa de Pensions (à gauche) et l'extension du Palais de la musique catalane (à droite)

Le tracé a supposé l'ouverture d'une brèche de 80 mètres de large et de 900 mètres de long. Les travaux impliquèrent la destruction de 2 199 édifices et palais médiévaux, affectant 10 000 personnes environ. Malgré les protestations des riverains, d'artistes et de personnalités telles que l'architecte et conservateur Jeronu Martorell, plusieurs édifices importants furent détruits. C'est le cas du palais du marquis Monistrol, le palais du marquis Sentmenat, du couvent de saint Sébastien et de celui de Saint Jean de Jérusalem. Certains ont pu être déménagés. c'est le cas du palais Clariana Padellàs (XVe siècle), initialement situé rue Marcaders et déplacé Place du Roi. Il accueille aujourd'hui le musée d'histoire de la ville. C'est également le cas de l'église Sainte Marte (XVIIIe siècle), reconstruite dans l'un des pavillons de l'Hopital de Sant Pau en 1911.
Ces travaux ont également eu de nombreux effets positifs. La saignée permis de mettre en évidence un patrimoine architectural important, tels que les murailles romaines et les édifices gothiques qui entourent la Place du Roi jusqu'à la Cathédrale Sainte-Eulalie de Barcelone. L'agrandissement de la place de la Cathédrale et de Sainte Catherine est dû aux destructions des bombardements de la guerre d'Espagne qui achevèrent de donner la physionomie actuelle du quartier gothique. Un autre avantage fut la construction de tunnels pour faire passer le métro de Barcelone. C'est notamment le cas de la ligne 4 inaugurée en 1926 malgré l'opposition des politiques.
Enfin, ce nouvel axe de communication permis de donner une nouvelle image à la ville. Le style architectural est celui de l'école de Chicago dont on note l'influence sur la plupart des édifices officiels de l'avenue.
Pendant la guerre civile espagnole, (1936-1939), la voie est nommée Via Durruti, du nom du dirigeant anarchiste Buenaventura Durruti, mort au front.

## Répression franquiste

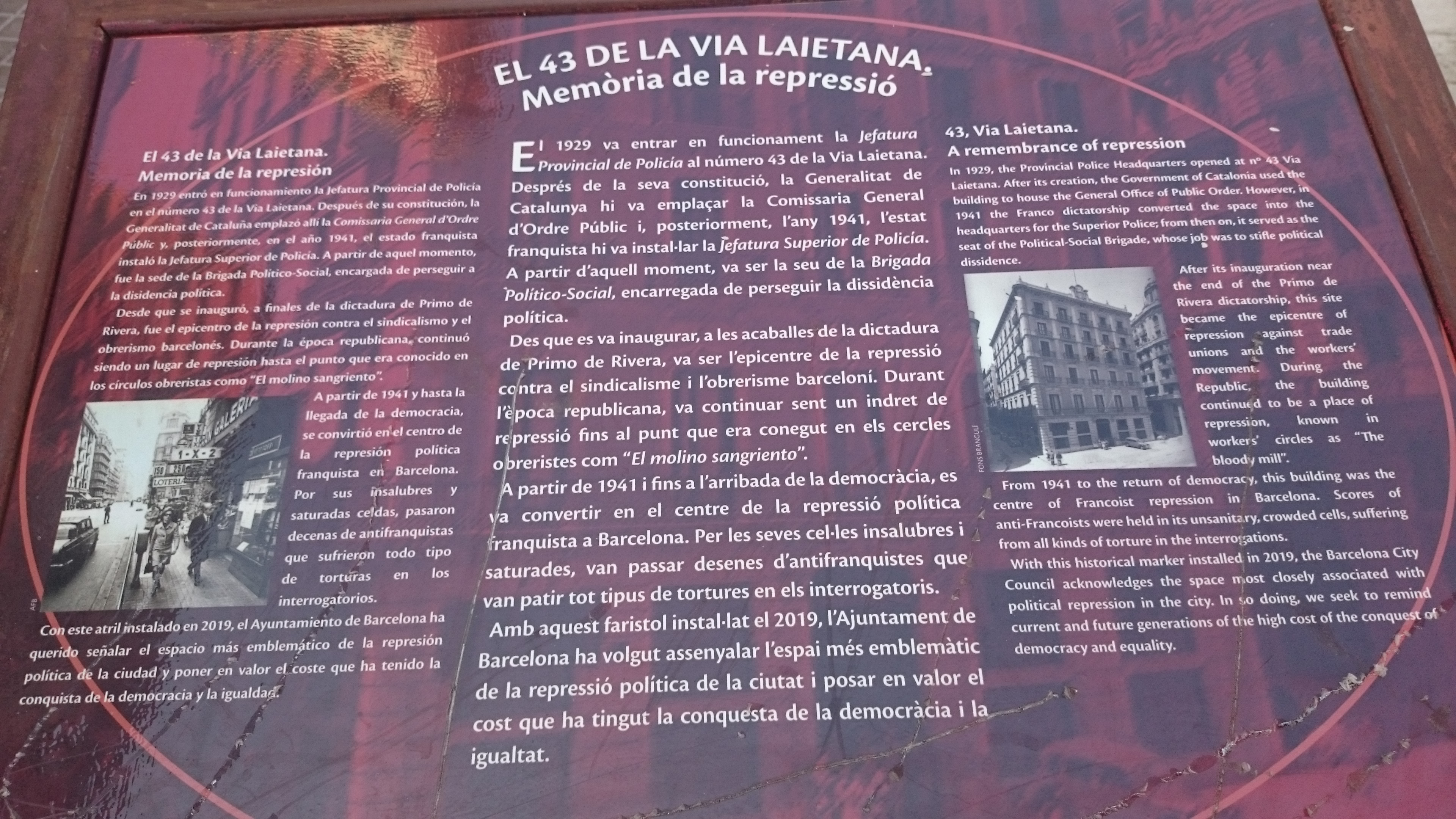
Panneau historique pour la mémoire historique, commissariat de la Via Laietana, à Barcelone.

Le commissariat de la Via Laietana a détenu plusieurs prisonniers politiques après la guerre d'Espagne.
La militante républicaine Tomasa Cuevas et la peintre Victòria Pujolar Amat ont été notamment torturées en ces lieux.

## Édifices remarquables et lieux de mémoire
- No 1: Bâtiment des Postes (1926-1927)
- No 2: Bâtiment de la Trasmediterránea (1921)
- No 3: Bâtiment de la Banque hispano-coloniale (1911)
- No 8: Bâtiment de la régie des tabacs (1923)
- No 17: Bâtiment de bureaux Santana i Soler (1921). C'est actuellement un hôtel. C'est une réplique des magasins Walker de Chicago, construits en 1888.
- No 26:26 - Casa Bartomeu Trias (1931)
- No 28:28 - Inmobiliaria Catalana (1925)
- No 30: Maison Cambó (1923).
- No 31: Maison du médecin (1932)
- No 32: Ministère du travail (1934-1936)
- No 35: Siège central de la Caixa Catalunya (1931). L'édifice accueillait la Banque d'Espagne
- No 37: Maison Luis Guarro (1922)
- No 39: Bâtiment du collège d'ingénieurs industriels, 1922 et siège du Lyceum Club (1939)
- No 43: siège du commissariat, lieu de la répression franquiste
- No 45: Maison Artur Suqué (1927)
- No 49: Maison Bulbena-Salas ou Casa Vilardell (1924-1926)
- No 50: Maison dels Velers (1758-1763)
- No 56: Caixa de Pensions (1917) Édifice néo-gothique.
- No 66: Conservatoire supérieur de musique du Liceu

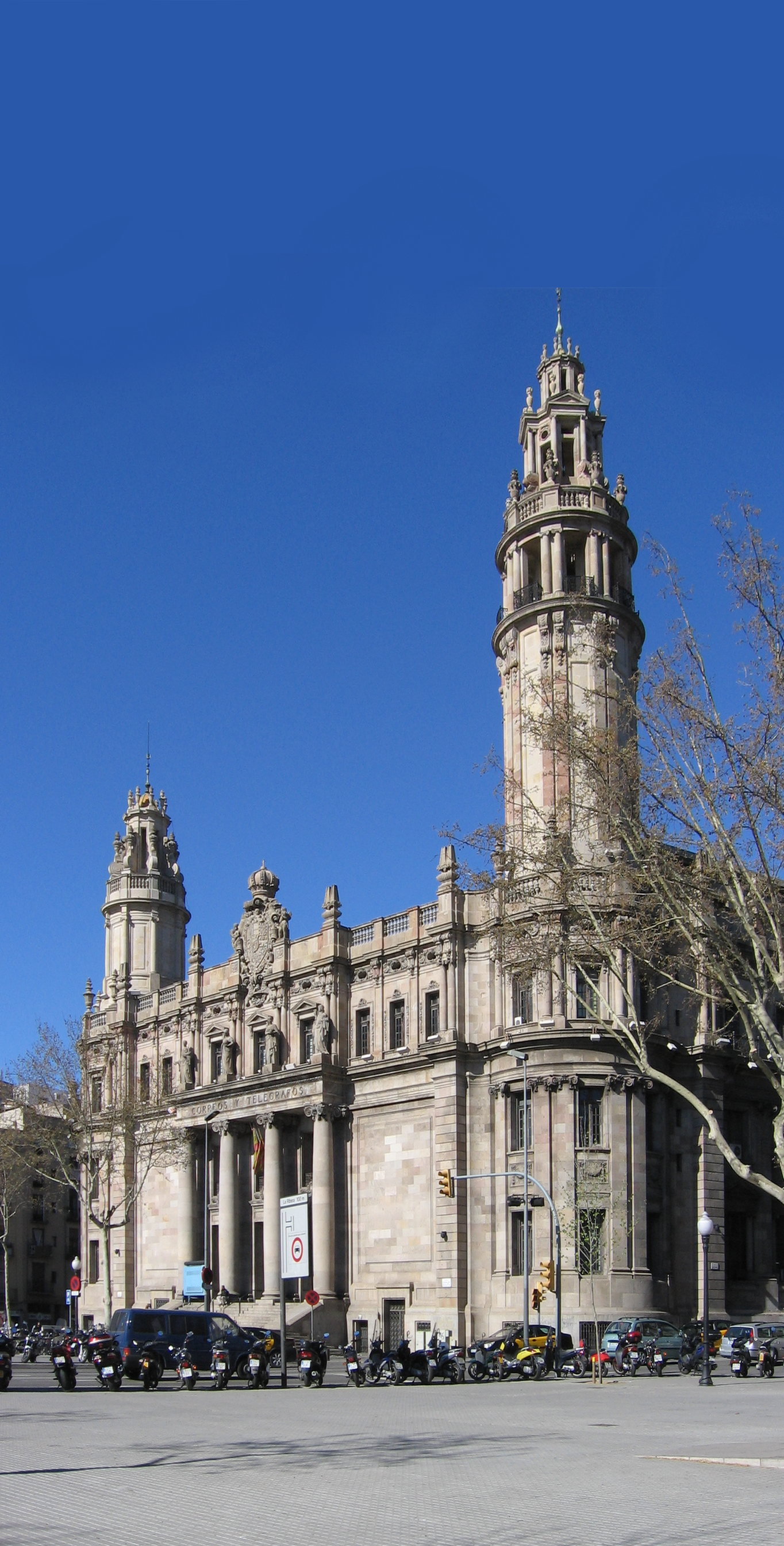
Postes (numéro 1)
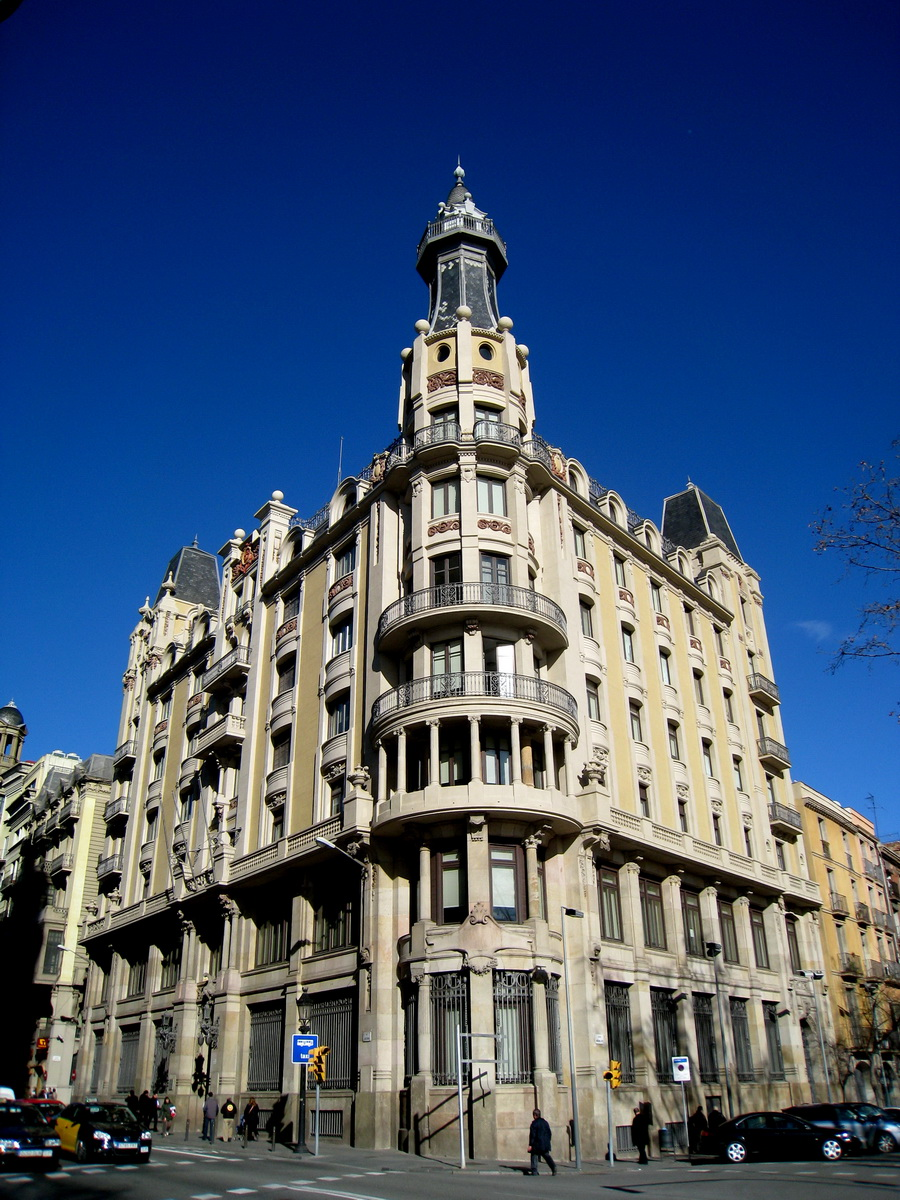
Compagnie Transmediterrània (numéro 2)
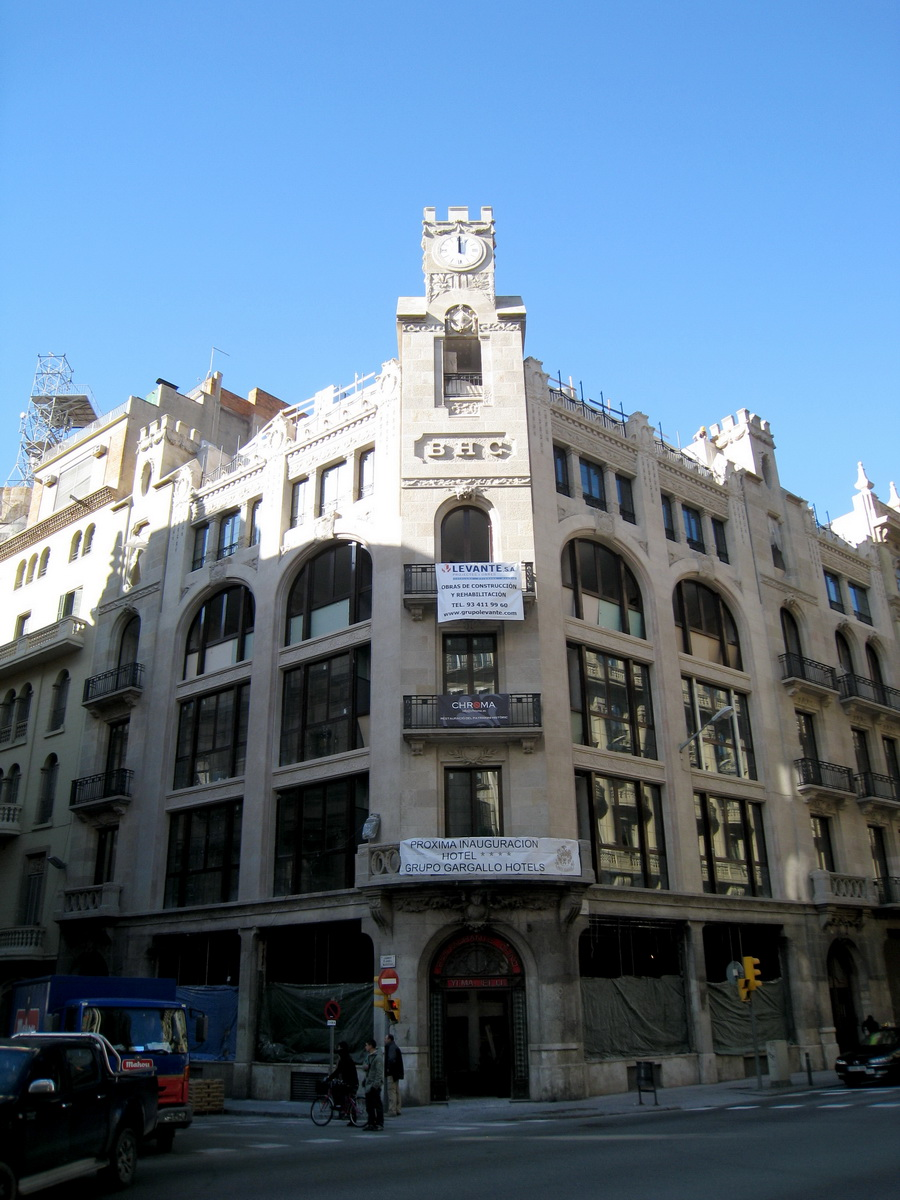
Banque hispano-coloniale (numéro 3)
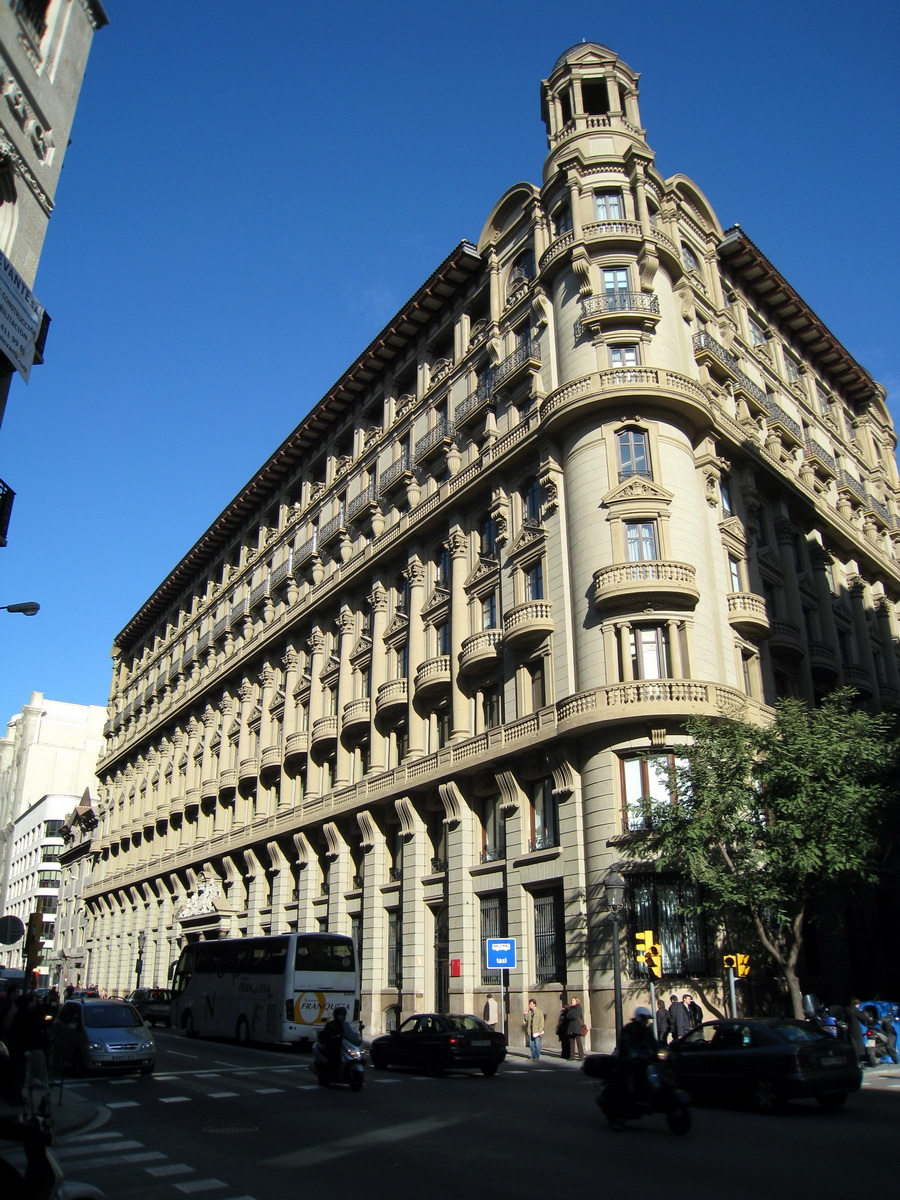
Délégation du ministère des finances (numéro 8)
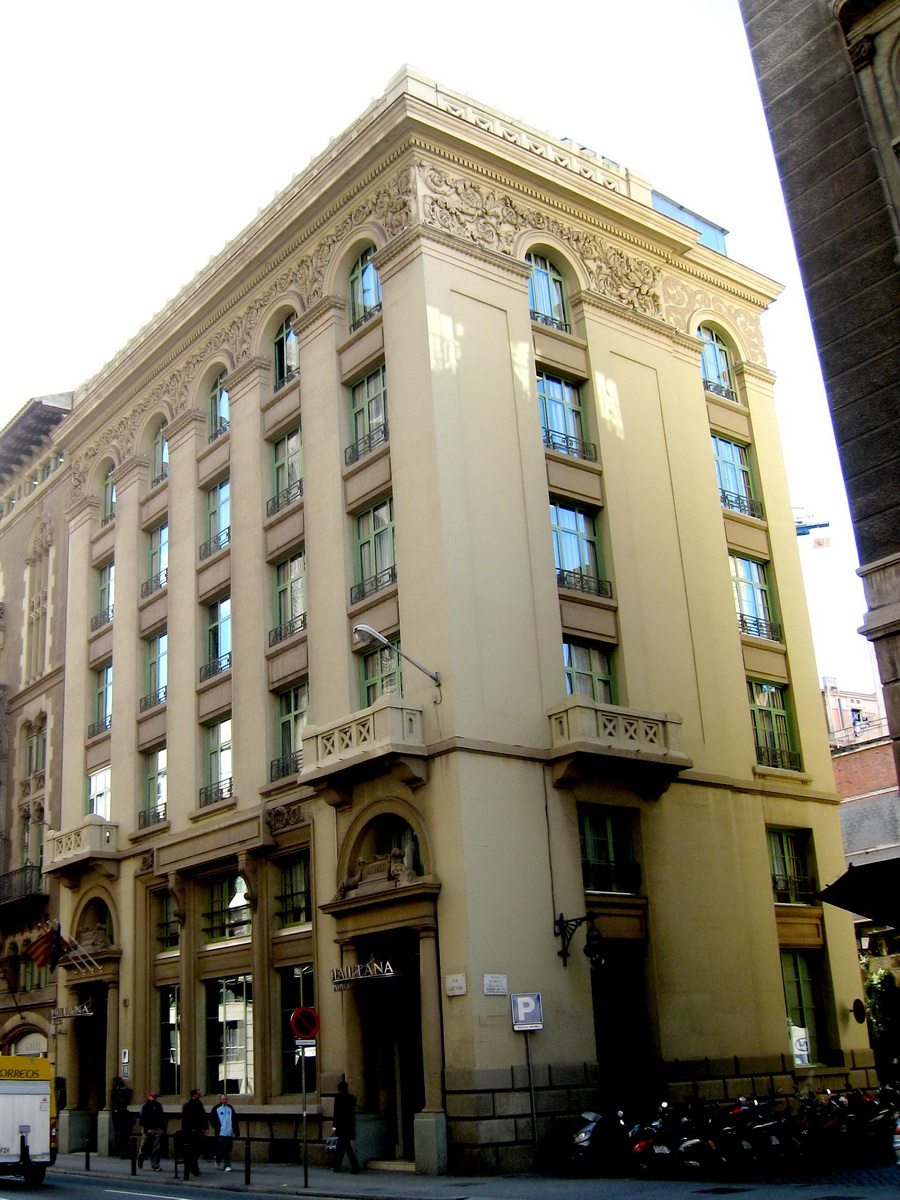
Bâtiments de bureaux Santana i Soler (1921) (numéro 17)
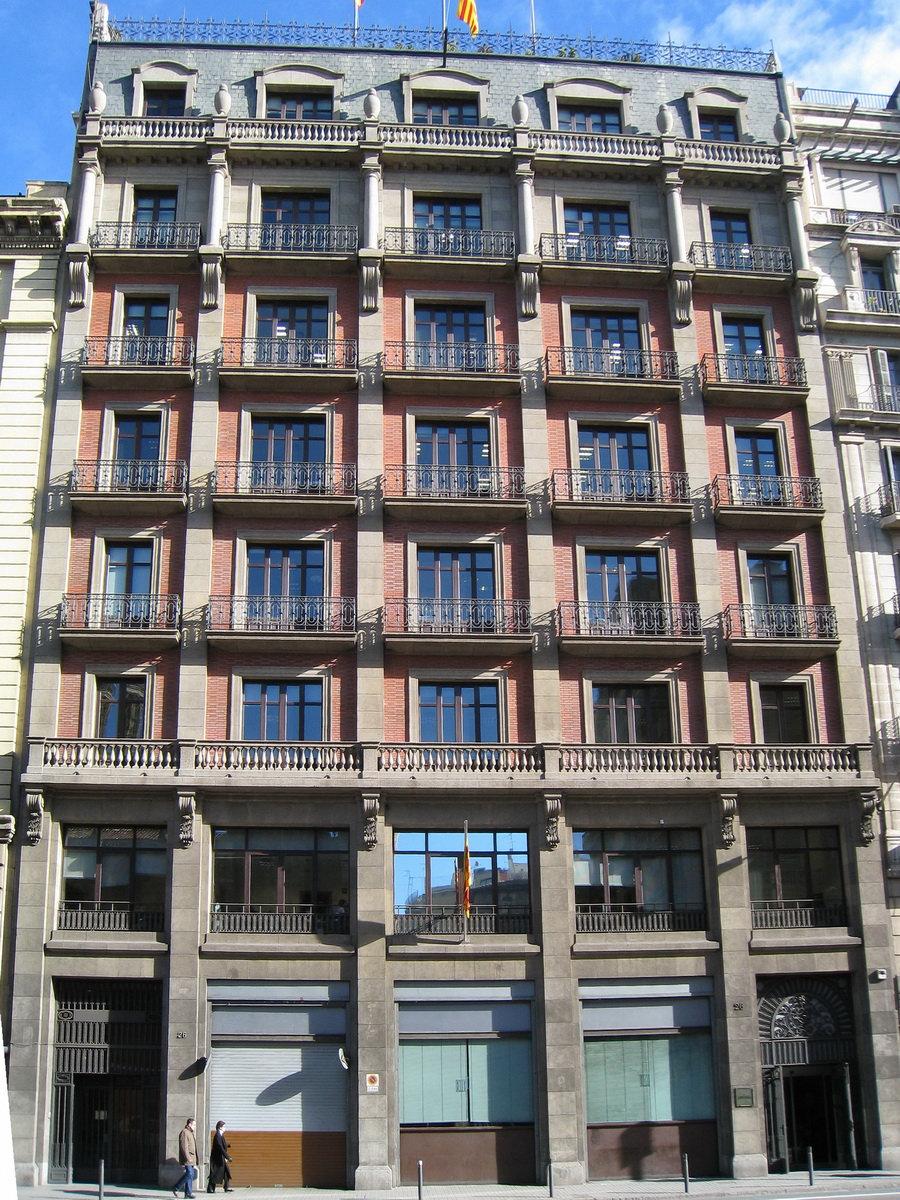
Bureaux de Francesc Guàrdia (numéro 26)
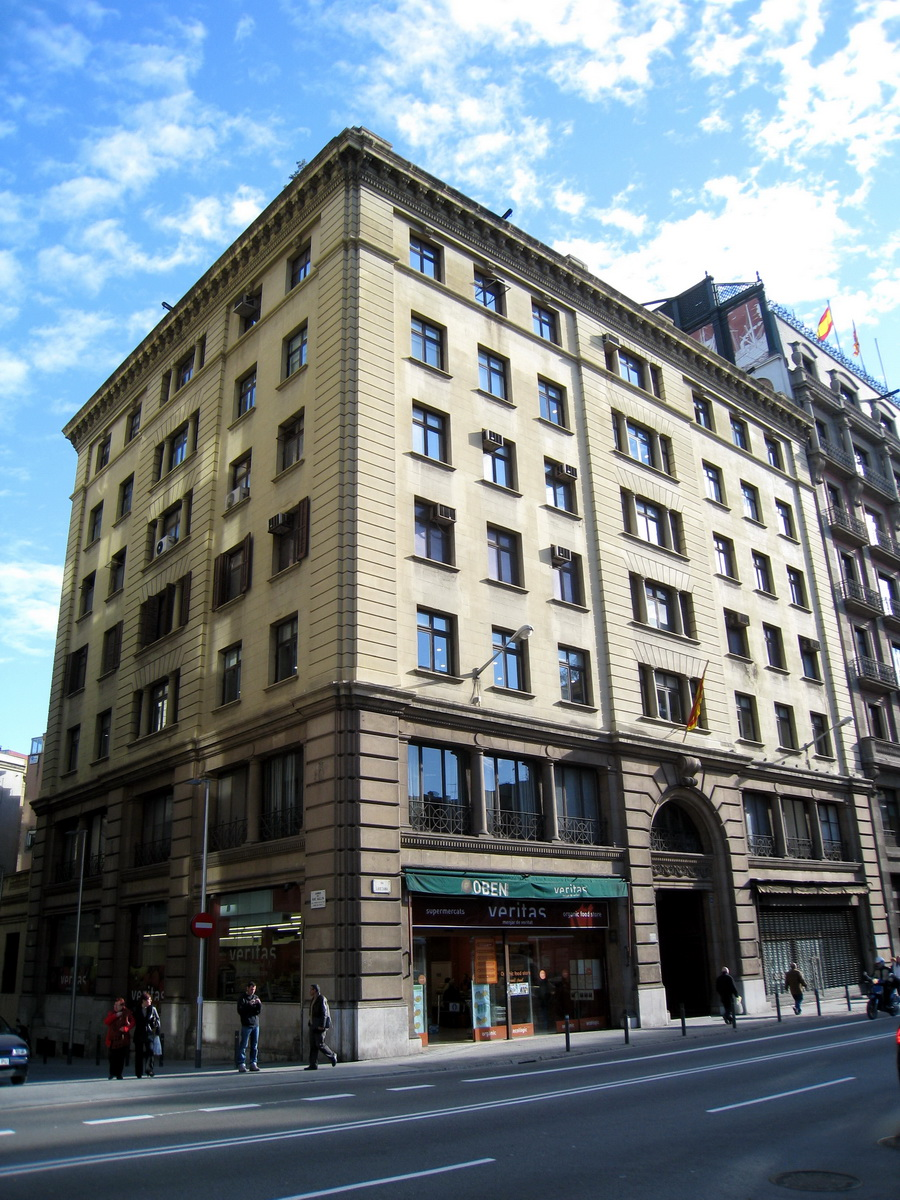
Immobiliaria Catalana (numéro 28)
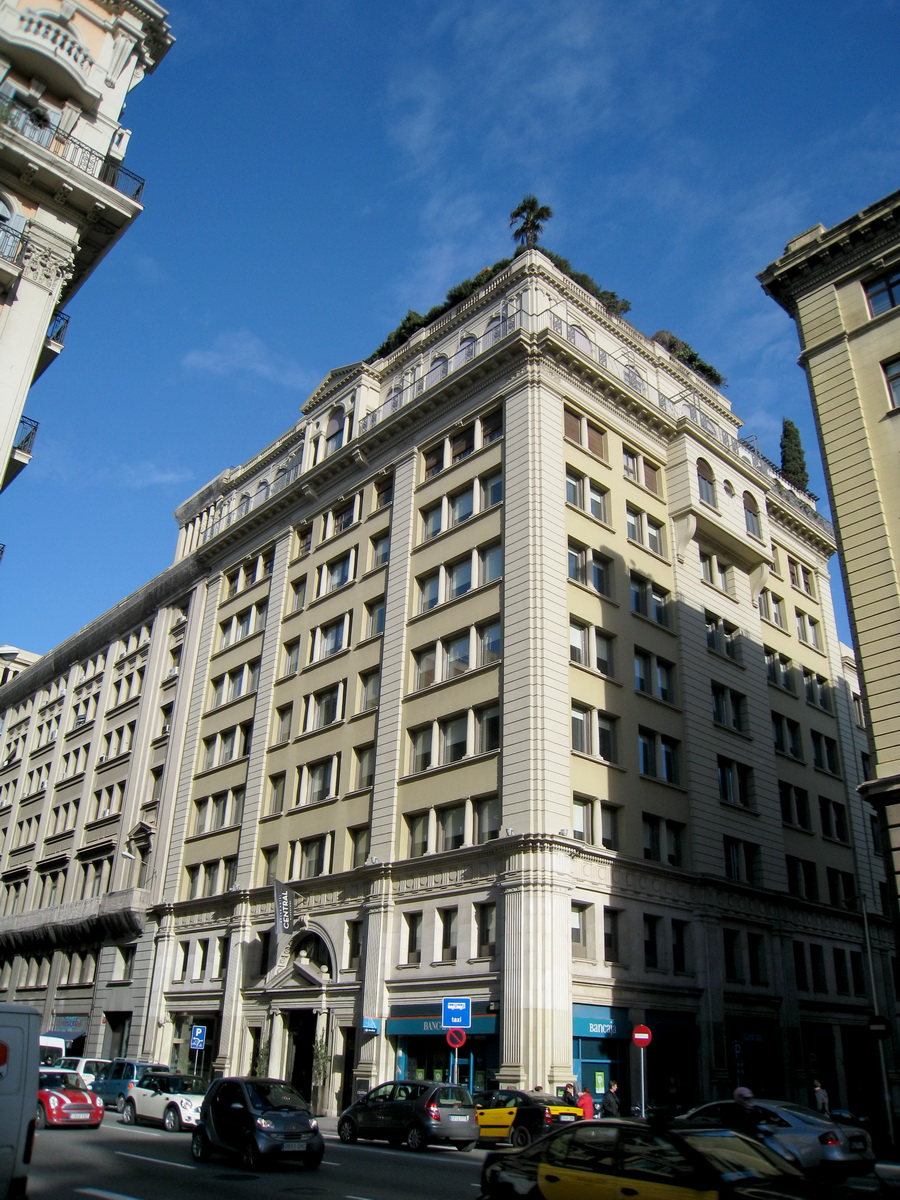
Casa Cambó (numéro 30)
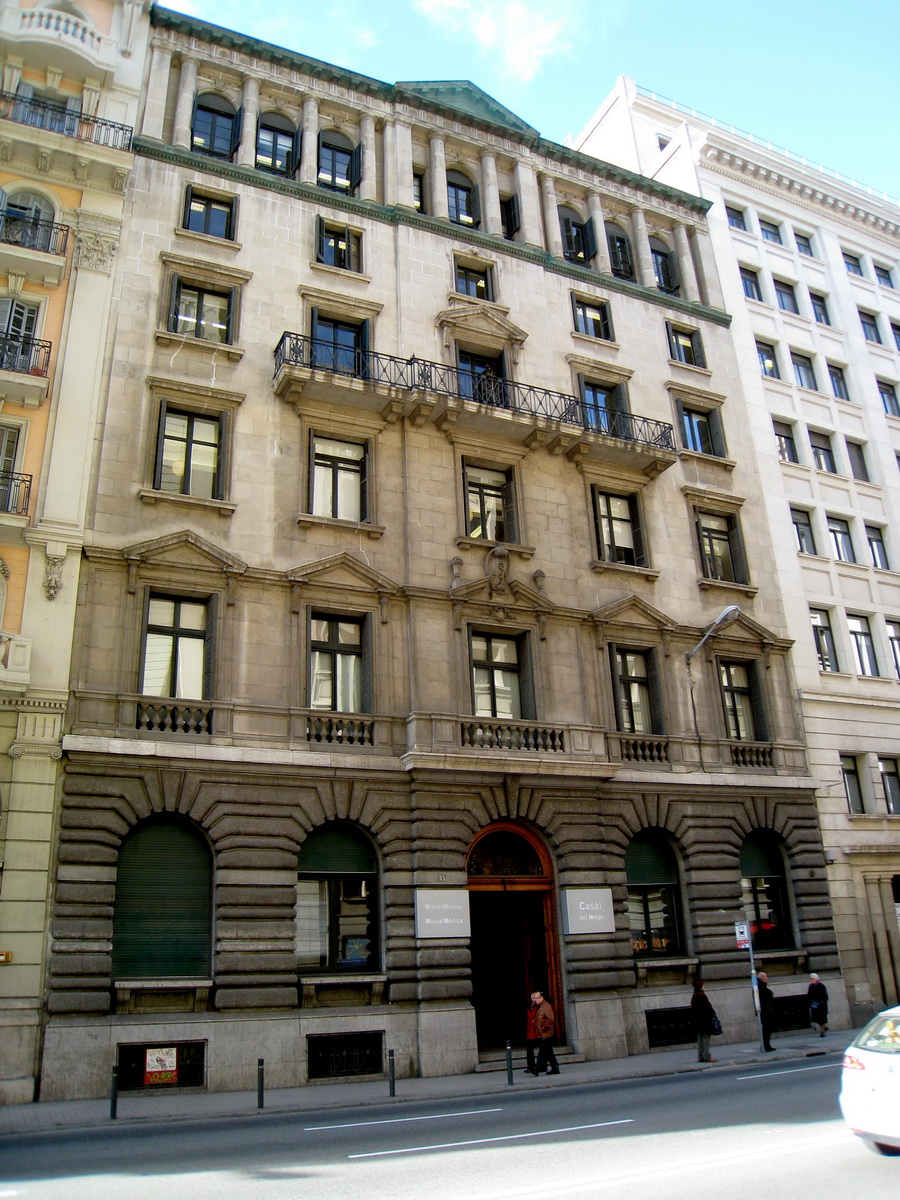
Casal del Metge (numéro 31)
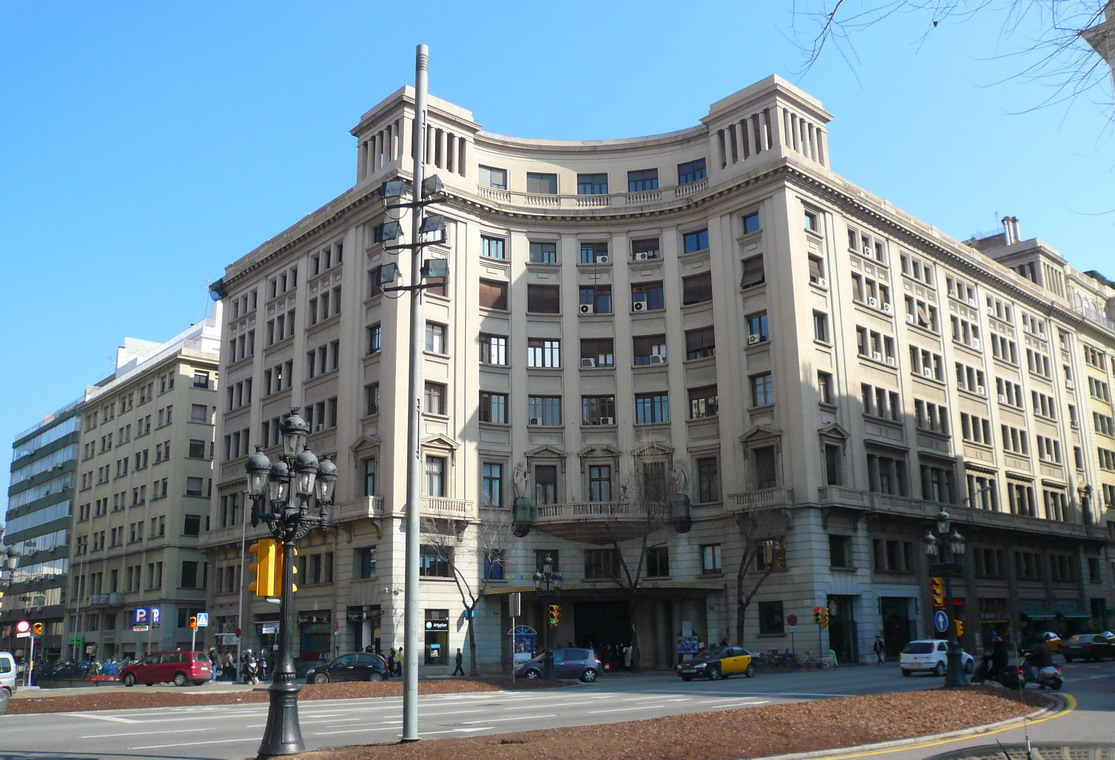
Ministère du travail (numéro 32)
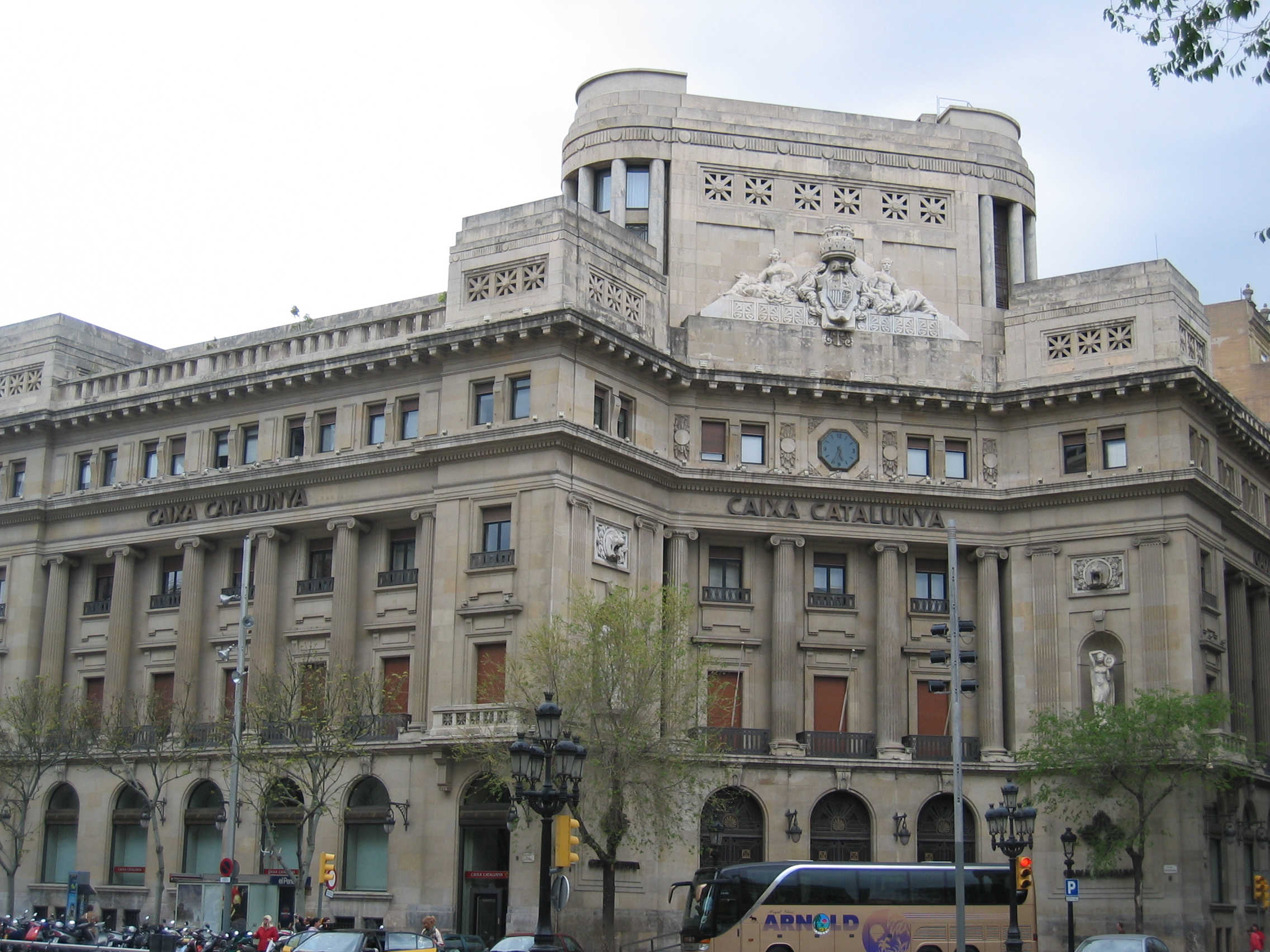
Caixa de Catalunya (numéro 35)
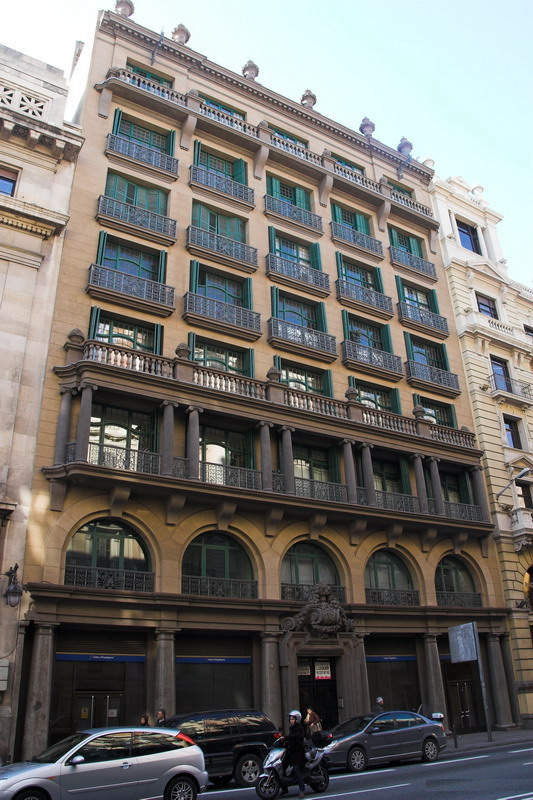
Casa Luis Guarro (numéro 37)
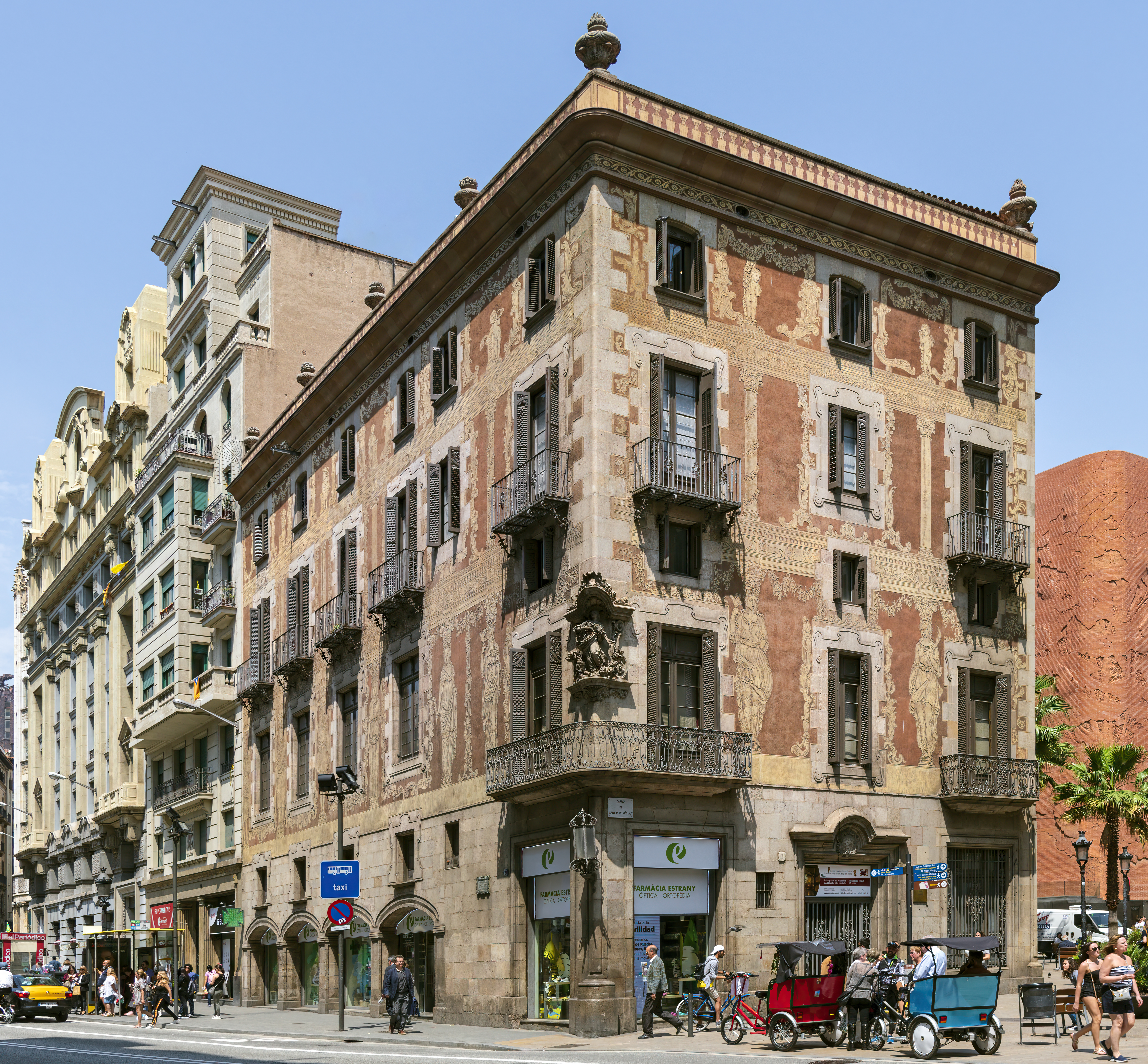
Casa del Gremi de Velers (numéro 50)
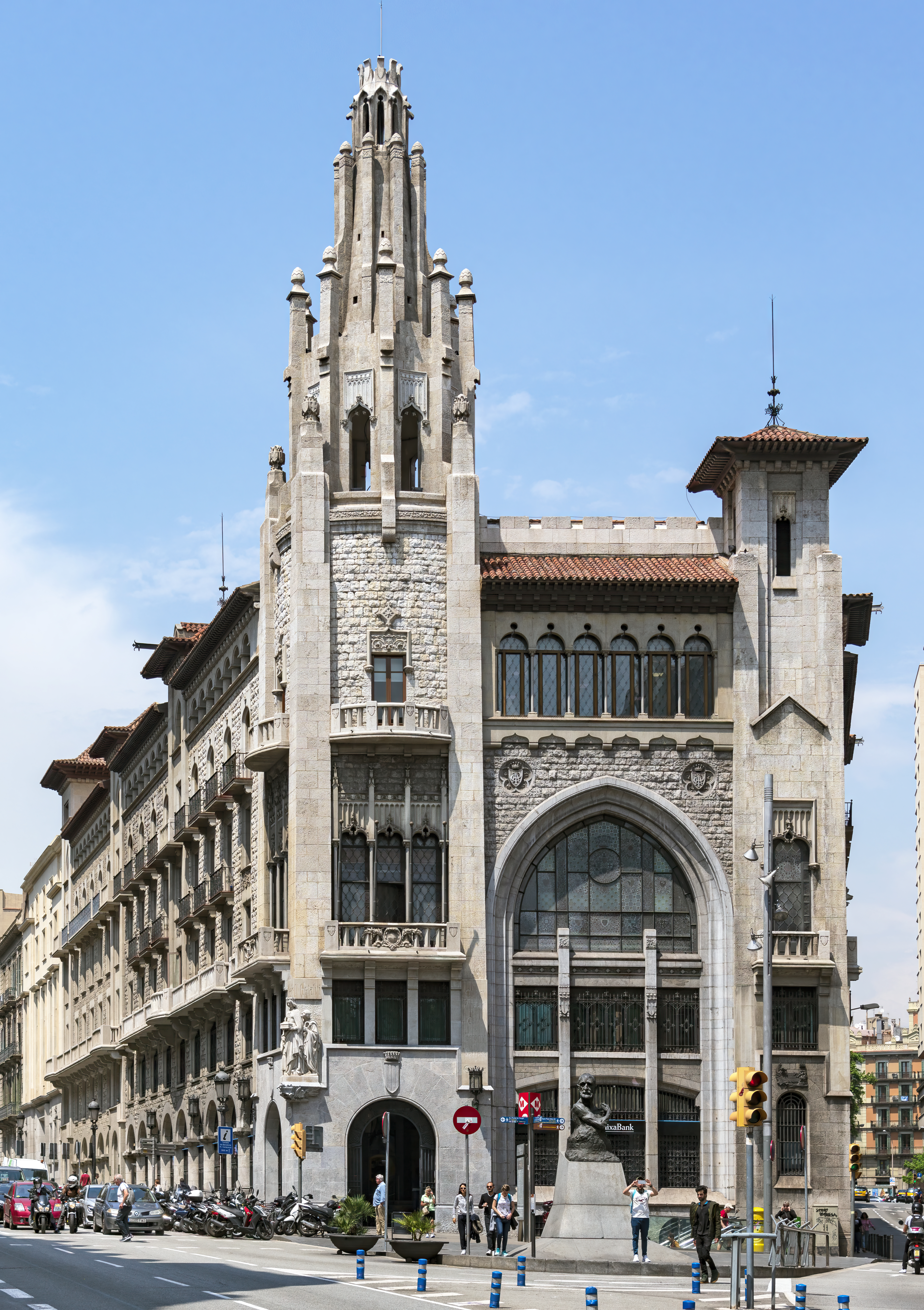
La Caixa de Pensions (numéro 56)
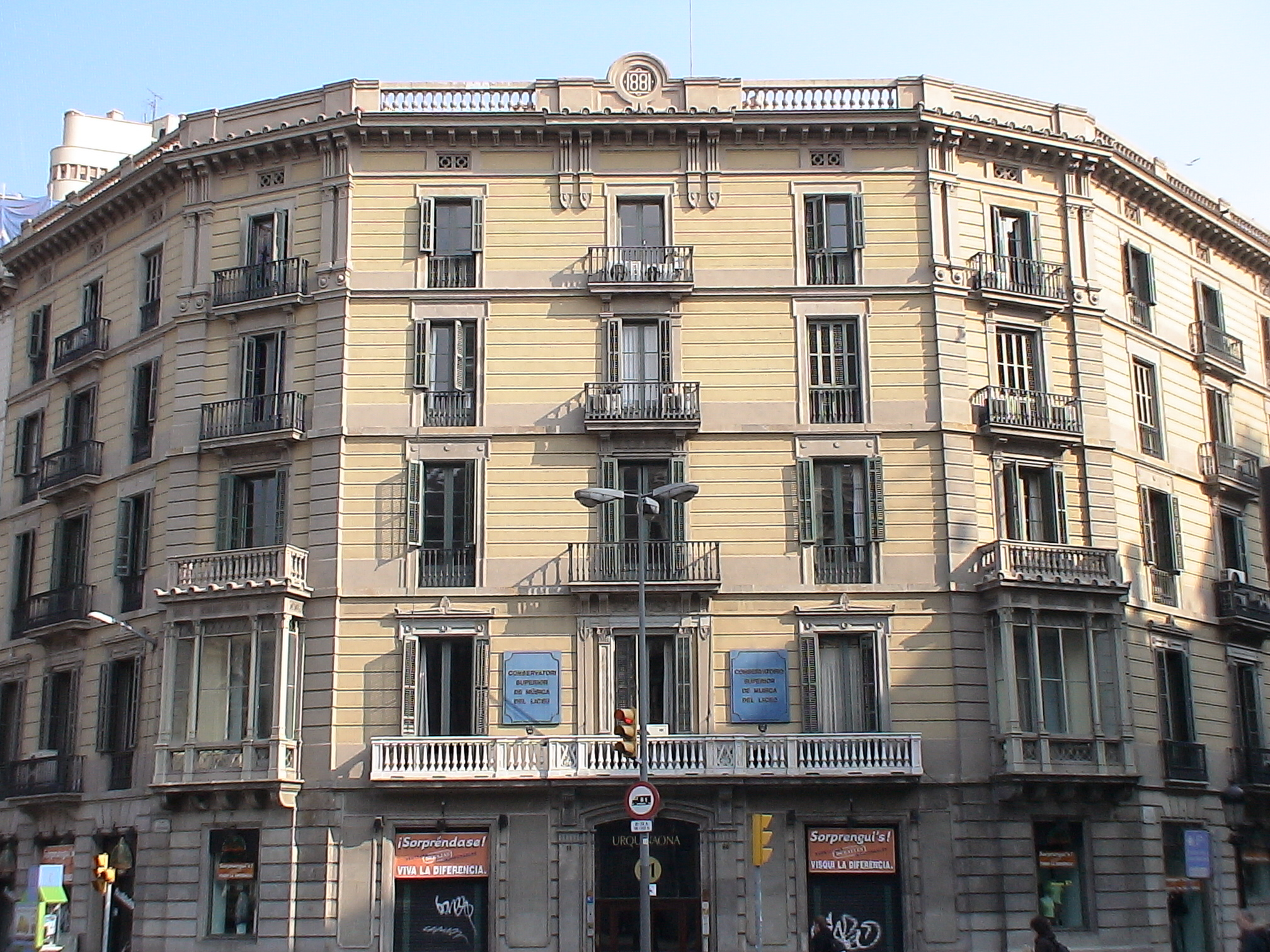
Conservatoire supérieur de musique du Liceu (numéro 66)